# Hayashichroma aureosuturalis
Hayashichroma aureosuturalis là một loài bọ cánh cứng trong họ Cerambycidae.